# 奥村幸司 (マジシャン)
奥村 幸司(おくむら こうじ)は、日本のマジシャン。北海道小樽市生まれ。

## 人物
小樽市立西陵中学校、小樽水産高等学校卒業。小学校2年生の頃に当時フジテレビ系「なるほど!ザ・ワールド」のトランプマンを見てマジックに興味を持つ。
中学3年生の頃にフジテレビ系北海道ローカル放送UHB「キンパラ」に出演。
当時から一部の奇術愛好家のなかで話題になる。
高校を卒業し家電量販店に就職するが、3ヶ月ほどで退社。職業マジシャンとなる。
2006年に上京し、活動拠点を東京に移す。

## 特徴
カードマジックが最も得意で、少数枚のカードを使ったマジック「パケット・マジック(トリック)」を得意としている。
流れるような綺麗なカード捌きを見せることから、一部の愛好家にしばしば「オクムラ・タッチ」と呼ばれ、同名のレクチャーDVDを名古屋のマジックショップ「手品屋」からリリースしている。